# Knoelle
Knoelle clara es una especie de araña araneomorfa de la familia Lycosidae. Es el único miembro del género monotípico Knoelle. Es originaria de Australia.